# Dario Bellezza
Dario Bellezza (Roma, 5 settembre 1944 – Roma, 31 marzo 1996) è stato un poeta, scrittore, drammaturgo, traduttore e curatore editoriale italiano.

## Biografia
Bellezza fu scoperto e lanciato da Pier Paolo Pasolini, del quale per diversi anni curò la corrispondenza; il regista e letterato friulano, in seguito alla pubblicazione della prima raccolta di poesie Invettive e licenze (1971), lo definì « Il miglior poeta della nuova generazione ». In precedenza si era già imposto all'attenzione dei lettori con l'Innocenza (1970), romanzo breve col quale esordì e di cui Alberto Moravia scrisse la prefazione: storia di un'adolescenza tormentata con precise connotazioni autobiografiche. Seguirono i romanzi Lettere da Sodoma (1972) e Il carnefice (1973), ispirati anch'essi alle proprie esperienze personali.
Nel 1976 vinse il premio Viareggio per la sua raccolta di poesie, Morte segreta, edita da Garzanti.
La poesia di Bellezza si è spesso ispirata a temi autobiografici, fra i quali spicca l'amore omosessuale (vissuto con un sofferto atteggiamento maledettista, nella ricerca ossessiva di un "bellissimo assassino" fra drogati e prostituti), risentendo inizialmente dell'influenza dei poeti simbolisti e dell'opera di Sandro Penna. Angelo (1979) è una testimonianza commossa al grande amore della sua vita: la letteratura. Successivamente pubblicò Turbamento (1984), L'amore felice (1986) e Nozze col diavolo (1995).
Collaborando dal 1978 con la casa editrice Pellicanolibri, contribuisce alla pubblicazione di autori esordienti o non più accettati dalla grande editoria come Anna Maria Ortese e Goliarda Sapienza. Per la prima, insieme ad Adele Cambria e Beppe Costa riuscirà a fare applicare la Legge Bacchelli a sostegno degli artisti in difficoltà economiche.
Per Garzanti tradusse l'intera opera di Arthur Rimbaud, suo poeta di riferimento soprattutto negli anni della giovinezza.
Nel 1986 fu protagonista di un celebre scontro con Aldo Busi durante una puntata di Mixer Cultura. Durante lo scontro Bellezza diede a Busi della "puttana che va in giro a vendere i suoi libri", accusandolo di sfruttare l'omosessualità a fini di vendita. Busi rispose a Bellezza che la sua "acrimonia" nasceva dall'essere stato "esautorato dal panorama della letteratura italiana".

### Malattia e morte
Sieropositivo dal 1987, nel settembre 1995, a seguito di un'incursione dei carabinieri nello studio di Giuseppe Marineo, un progettista elettronico che sosteneva di avere inventato una terapia miracolosa per l'AIDS a base di onde elettromagnetiche, Dario Bellezza viene trovato a letto mentre stava sottoponendosi alla terapia. La notizia viene data alla stampa, rendendo così pubblica la sieropositività del poeta. In breve Bellezza viene emarginato e fatto vittima di accuse.
Il 4 ottobre 1995, al Senato, viene organizzata dal partito dei Verdi una conferenza stampa dal titolo "Se non ora, quando? Il caso Dario Bellezza, l'Aids e la macchina" a cui partecipano Luigi Manconi (VERDI), Antonio Guidi (FI), Dario Bellezza, Claudio Sinibaldi, Luigi Cerina (FI), Alberto Bevilacqua, Barbara Alberti.
Muore di AIDS il 31 marzo del 1996 a Roma. Poche settimane prima gli era stato accordato un vitalizio ai sensi della legge Bacchelli.

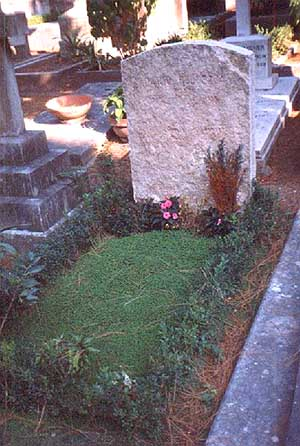
La tomba di Dario Bellezza al cimitero acattolico di Roma.

Biancamaria Frabotta ha detto di lui: 

### Tributi
Nel giugno 2023 viene presentato il documentario Bellezza, addio, girato da Carmen Giardina e Massimiliano Palmese, che rappresenta un tributo all'opera del poeta.

## Opere

### Poesia
- Invettive e licenze, Milano, Garzanti, 1971, 1991
- Morte segreta, Milano, Garzanti, 1976. (Premio Viareggio)
- Libro d'amore, Milano, Guanda, 1982, 1992
- Colosseo, Siena, Quaderni di barbablù, 1982
- io (1975-1982), Milano, A. Mondadori, 1983.
- Colosseo; Apologia di teatro, Catania, Pellicanolibri, 1985.
- Piccolo canzoniere per E. M., Roma, Edizione del Giano, 1986
- Undici erotiche, Roma, L'attico, 1986
- Serpenta, Milano, A. Mondadori, 1987. ISBN 88-04-30065-5.
- Libro di poesia, Milano, Garzanti, 1990. ISBN 88-11-63022-3, Premio Nazionale Rhegium Julii, sezione Poesia.[10]
- Donna di paradiso, Roma, Edizione del Giano, 1992 (nuova ed. ampliata di Piccolo canzoniere per E.M.)
- Gatti e altro, Roma, Fermenti, 1993.
- L'avversario, Milano, A. Mondadori, 1994. ISBN 88-04-37942-1.
- Proclama sul fascino, Milano, A. Mondadori, 1996. ISBN 88-04-41751-X.
- Poesie (1971-1996), Milano, Oscar Mondadori, 2002. ISBN 88-04-50609-1.
- Colosseo e altri luoghi, Roma, Seam Edizioni, 2013. ISBN 978-88-8179-516-1.
- Tutte le poesie, a cura di Roberto Deidier, Milano, Oscar Mondadori, 2015

### Narrativa
- L'innocenza, Bari, De Donato, 1970, presentazione di Alberto Moravia
- Lettere da Sodoma, Milano, Garzanti, 1972; Venezia, Marsilio, 1995 (in concorso per il Premio Strega 1972)
- Il carnefice, Milano, Garzanti, 1973; Venezia, ES, 1996, con uno scritto di Pier Paolo Pasolini
- Angelo, Milano, Garzanti, 1979.
- Storia di Nino, Milano, A. Mondadori, 1982 (originariamente pubblicato come L'innocenza con l'aggiunta di quattro racconti)
- Turbamento, Milano, A. Mondadori, 1984.
- L'amore felice, Milano, Rusconi, 1986. ISBN 88-18-06023-6. (in concorso per il Premio Strega 1987)
- L'innocenza e altri racconti, postfazione di Alberto Moravia, Roma, Pellicanolibri, 1992 ISBN 978-88-858-8179-2
- Nozze col diavolo, Venezia, Marsilio, 1995. ISBN 88-317-6064-5 (in concorso per il Premio Strega 1995)

### Teatro
- Salomè, Melfi, Libria, 1991; Roma, Arduino Sacco editore, 2009
- Testamento di sangue, Milano, Garzanti, 1992. ISBN 88-11-64006-7.

### Saggistica
- Morte di Pasolini, Milano, Mondadori, 1981, 1995
- Il poeta assassinato. Una riflessione, un'ipotesi, una sfida sulla morte di Pier Paolo Pasolini, Venezia, Marsilio, 1996. ISBN 88-317-6386-5.
- Ricordo di Pasolini, a cura di Roberto Mosena, Pistoia, Via del Vento, 2009 (trascrizione inedita di una conferenza) ISBN 978-88-6226-033-6.

### Traduzioni
- Georges Bataille, Simona (Histoire de l’oeil), Roma, L’Airone 1969, poi come Storia dell'occhio, Gremese,1980, poi Club Degli Editori, 1990
- Georges Bataille, Madame Edwarda, Roma, L'airone, 1972

- Arthur Rimbaud, Poesie, Milano, Garzanti, 1977

## Filmografia
- Bambulè, regia di Marco Modugno (1979)